# 나정교
나정교(蘿井橋)는 대한민국의 경상북도 경주시 율동을 연결하는 총길이 180m, 형산강의 다리이다. 경부고속도로 부분 개통으로 인하여, 1969년 12월 29일 준공하였다. 주변에는 경주IC휴게소가 있다.
서라벌 치미(장식 기와)는 황룡사터에서 출토된 장식기와 치미를 재현한 것으로 조형물이 세워져 있다.

## 접속하는 도로
- 서라벌대로